# Louvemont-Côte-du-Poivre
Louvemont-Côte-du-Poivre är en kommun i departementet Meuse i regionen Grand Est (tidigare regionen Lorraine) i nordöstra Frankrike. Kommunen ligger i kantonen Charny-sur-Meuse som tillhör arrondissementet Verdun. Vid slaget vid Verdun under första världskriget lades kommunen i ruiner och återuppbyggdes aldrig. År 2022 hade Louvemont-Côte-du-Poivre 0 invånare.

## Befolkningsutveckling
Antalet invånare i kommunen Louvemont-Côte-du-Poivre
| Referens: INSEE |